# Moëvöt
Moëvöt é uma banda francesa do gênero dark ambient formada em 1991. A banda é composta por apenas um integrante chamado Vordb Dreagvor Uezeerb (também membro das bandas Torgeist, Belketre, dentre outras). Moëvöt fazia parte do Les Légions Noires e foi lançada a partir de canções demos (doze no total).

## Discografia

### Demos
- Abgzvoryathre (1993)
- Voarm (1994)
- Landreëh Dëebrerartre (1994)
- Landreëh Dëebrerartre II (1994)
- Ezleyfbdrehtr Vepreub Zuerfl Mazagvatre Erbbedrea (1994)
- The Coma Tapes (1994)
- Voebr (1995)
- Voekreb (1995)
- Voekreb II (1995)
- Voarmtreb Vzaeurvbtrea (1995)
- Notre Père (1995)